# Bowie rebelrebel
Espèce
Bowie rebelrebel est une espèce d'araignées aranéomorphes de la famille des Ctenidae.

## Distribution
Cette espèce est endémique du Viêt Nam. Elle se rencontre dans les provinces de Kon Tum et de Gia Lai.

## Description
La carapace du mâle holotype mesure 8,4 mm de long sur 6,5 mm et l'abdomen 6,3 mm de long sur 4,2 mm et la carapace de la femelle paratype mesure 9,0 mm de long sur 7,0 mm et l'abdomen 8,2 mm de long sur 6,1 mm.

## Systématique et taxinomie
Cette espèce a été décrite par Jäger en 2022.

## Étymologie
Son nom d'espèce lui a été donné en référence à la chanson Rebel Rebel de David Bowie.

## Publication originale
- Jäger, 2022 : « Bowie gen. nov., a diverse lineage of ground-dwelling spiders occurring from the Himalayas to Papua New Guinea and northern Australia (Araneae: Ctenidae: Cteninae). » Zootaxa, no 5170(1), p. 1-200.